# Sommet du G7 de 2024
Le sommet du G7 de 2024, cinquantième du genre, a eu lieu du 13 au 15 juin 2024 à Fasano, dans le resort de Borgo Egnazia  situé à Fasano dans la région des Pouilles en Italie

## Contexte
La présidence est assurée par Giorgia Meloni, présidente du Conseil des ministres de l'Italie, pays assurant la présidence tournante du G7.
Le président français Emmanuel Macron, qui vient de dissoudre l'Assemblée nationale à la suite de la défaite de son parti aux élections européennes du 9 juin 2024, apparaît affaibli face à Giorgia Meloni victorieuse de ces mêmes élections,. La situation d'Olaf Scholz, dont le parti a également perdu les élections européennes, de Rishi Sunak, menacé de perdre les élections générales de juillet 2024, et de Joe Biden en difficulté face à Donald Trump pour l'élection présidentielle de novembre 2024 semble également incertaine.

## Participants

### Représentants des pays membres

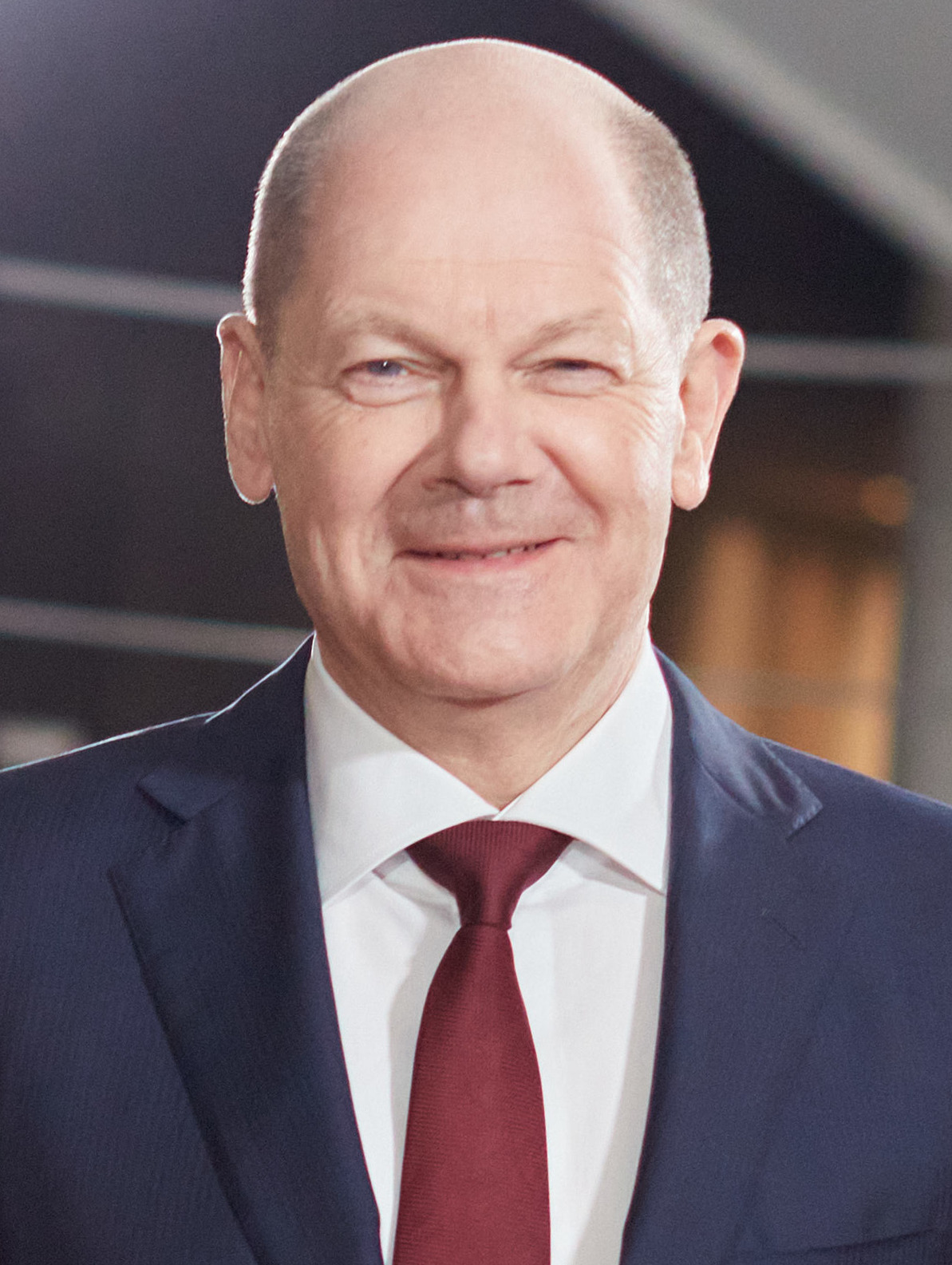
Allemagne Olaf Scholz, chancelier fédéral
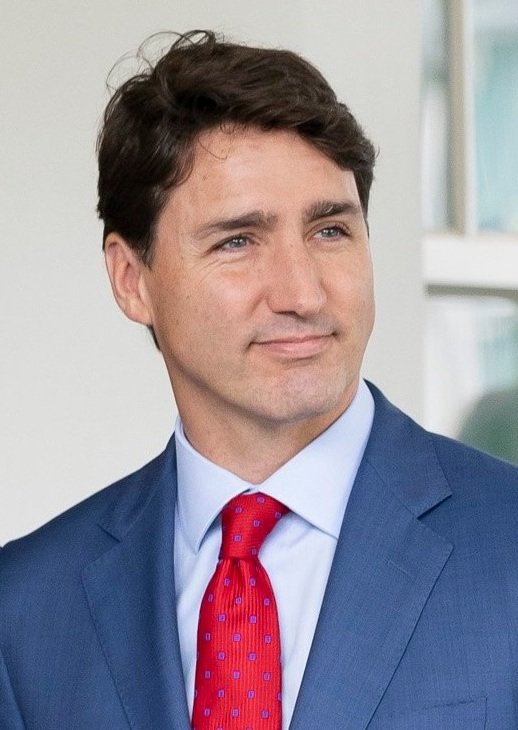
Canada Justin Trudeau, premier ministre
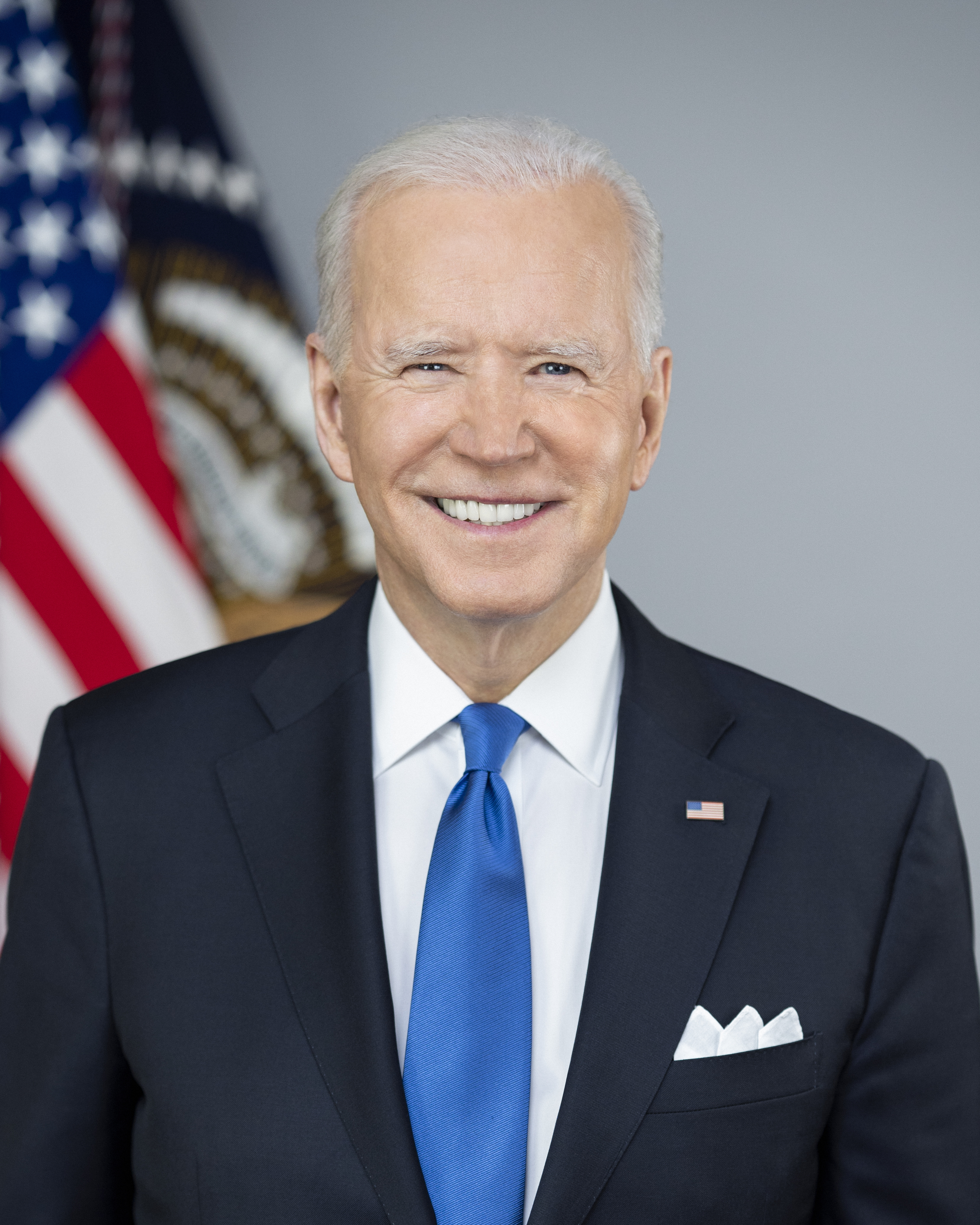
États-Unis Joe Biden, président
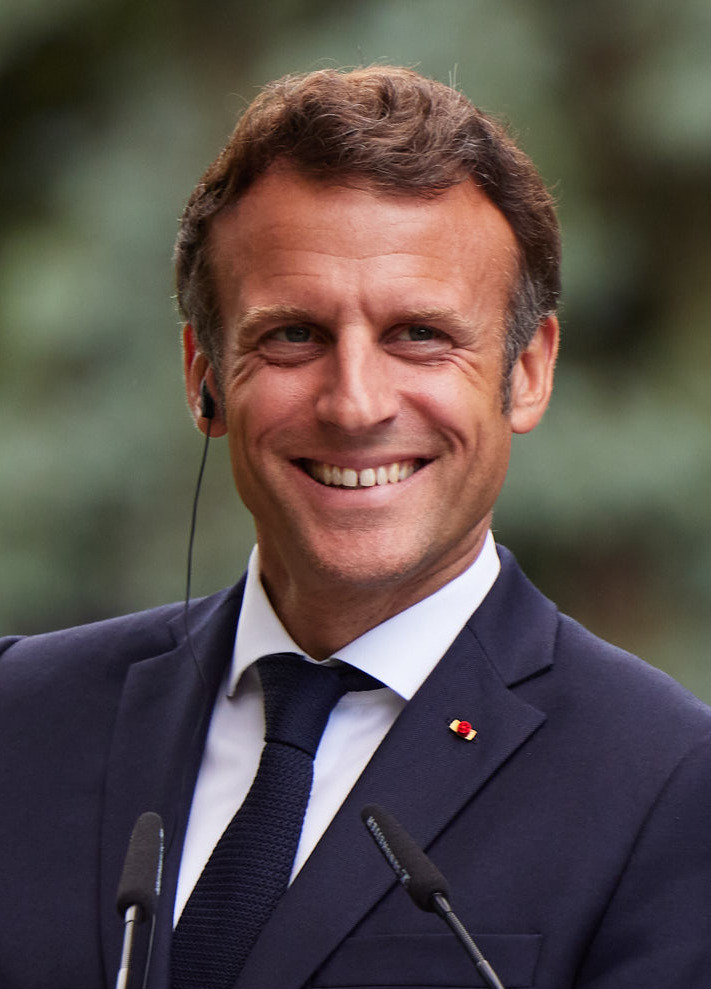
France Emmanuel Macron, président de la République
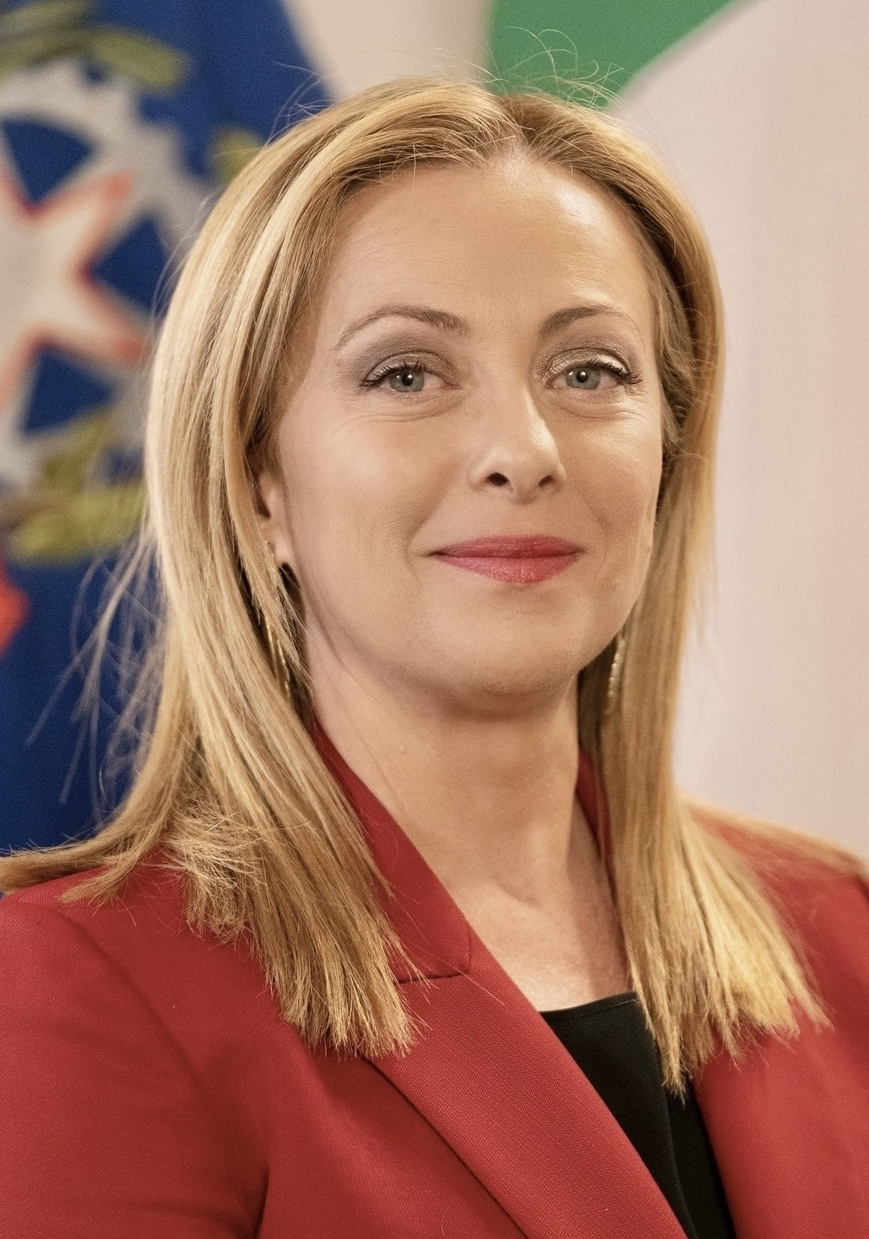
Italie Giorgia Meloni, présidente du Conseil des ministres
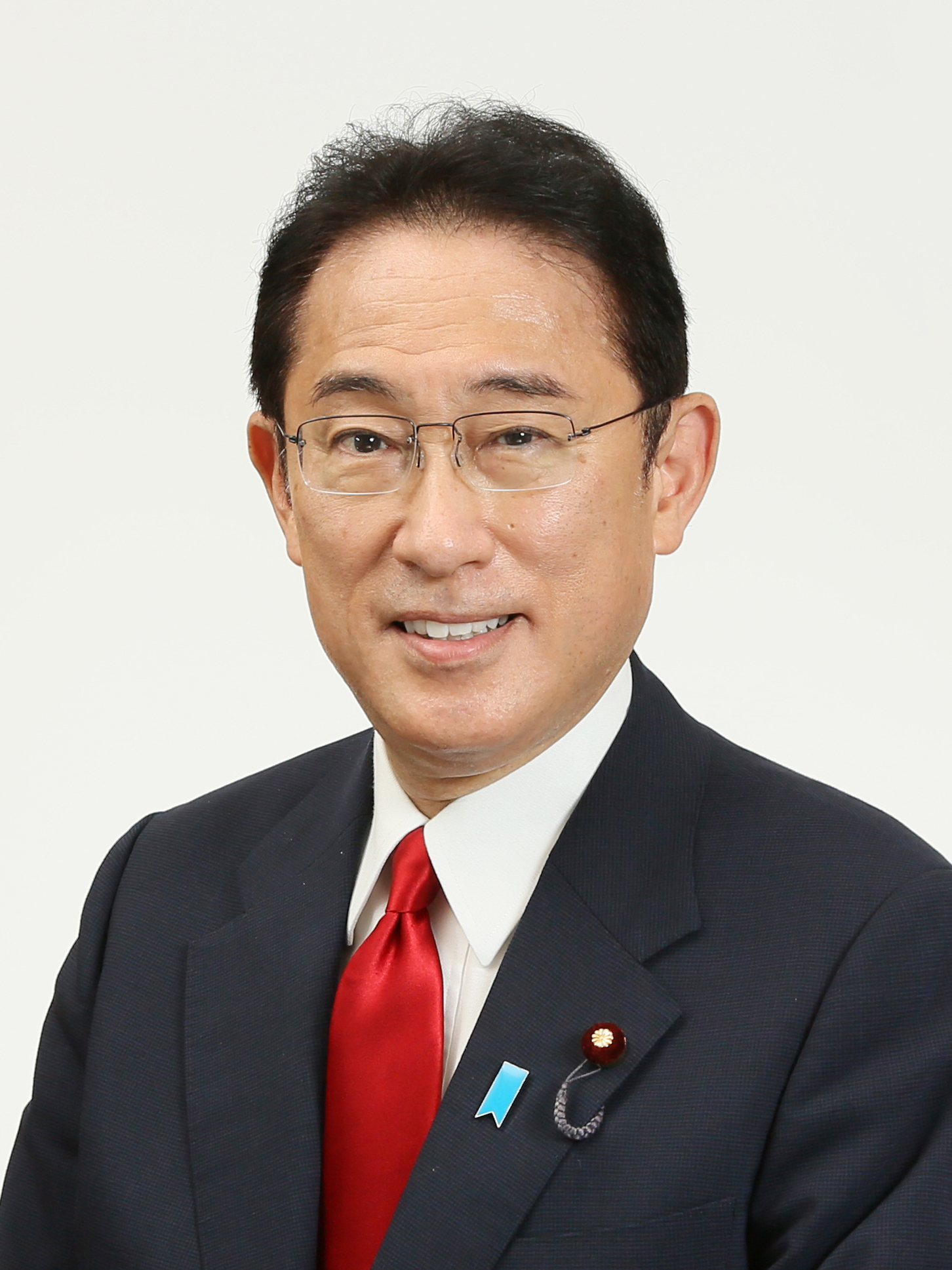
Japon Fumio Kishida, premier ministre
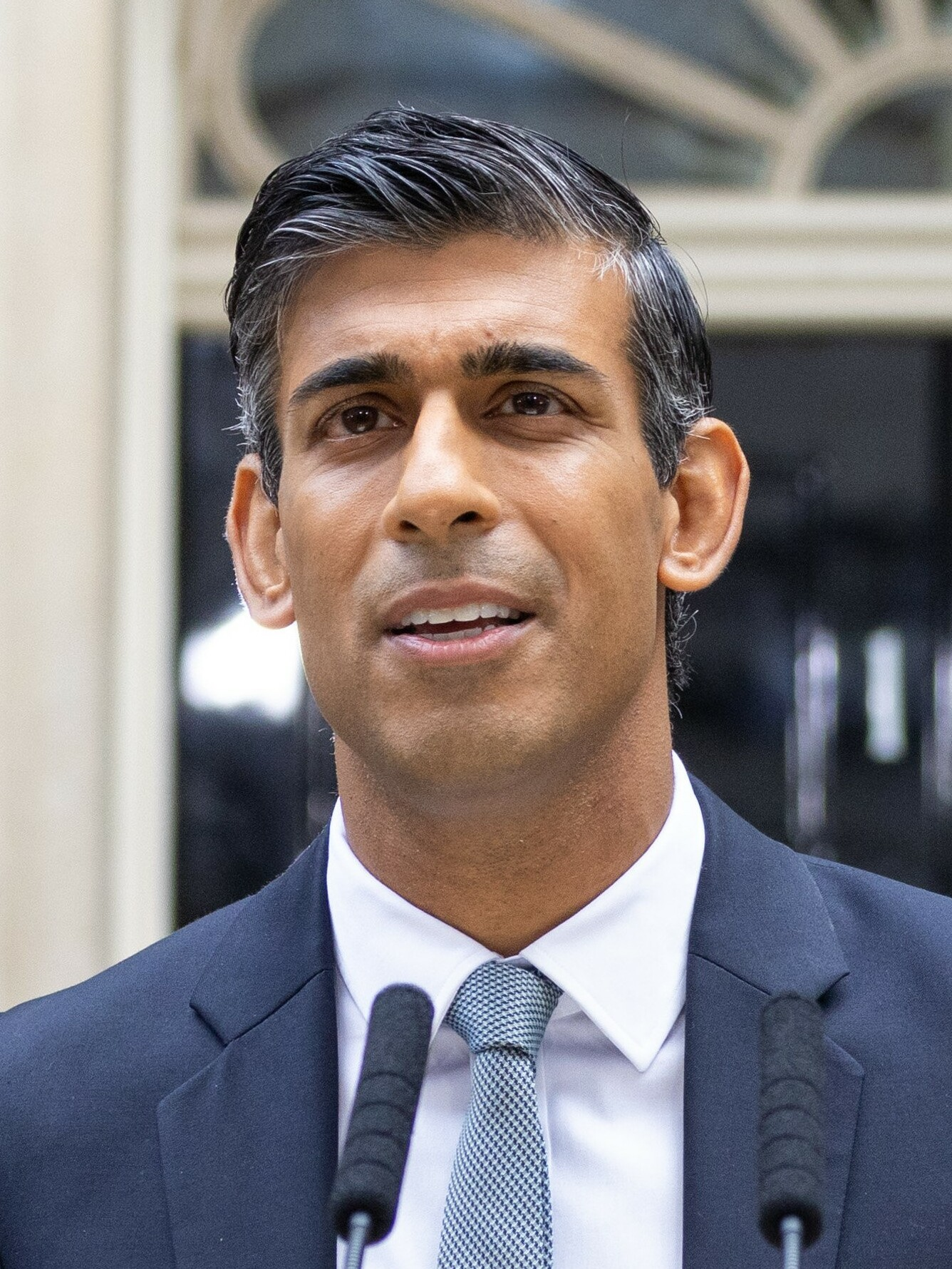
Royaume-Uni Rishi Sunak, premier ministre
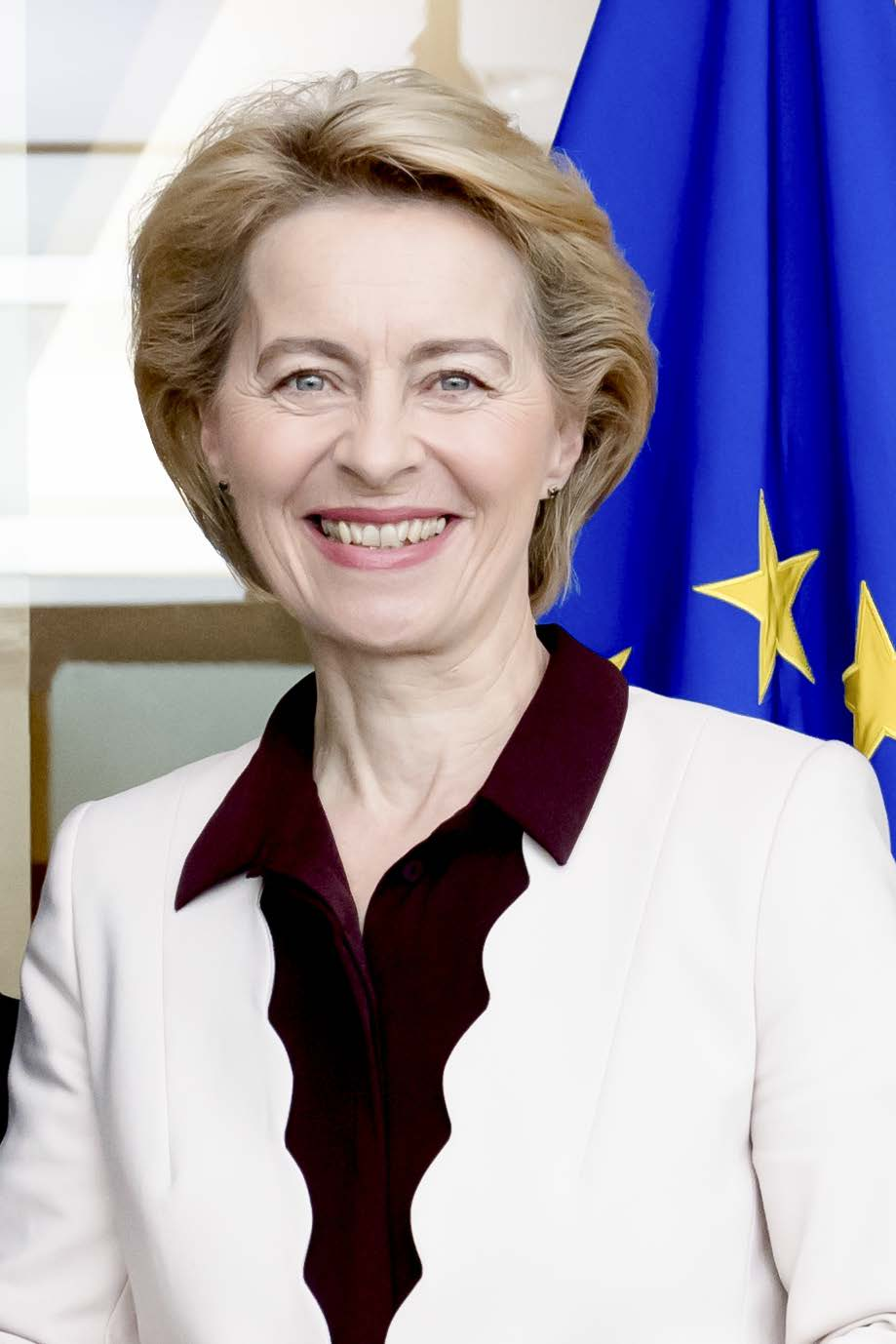
Union européenne Ursula von der Leyen, présidente de la Commission
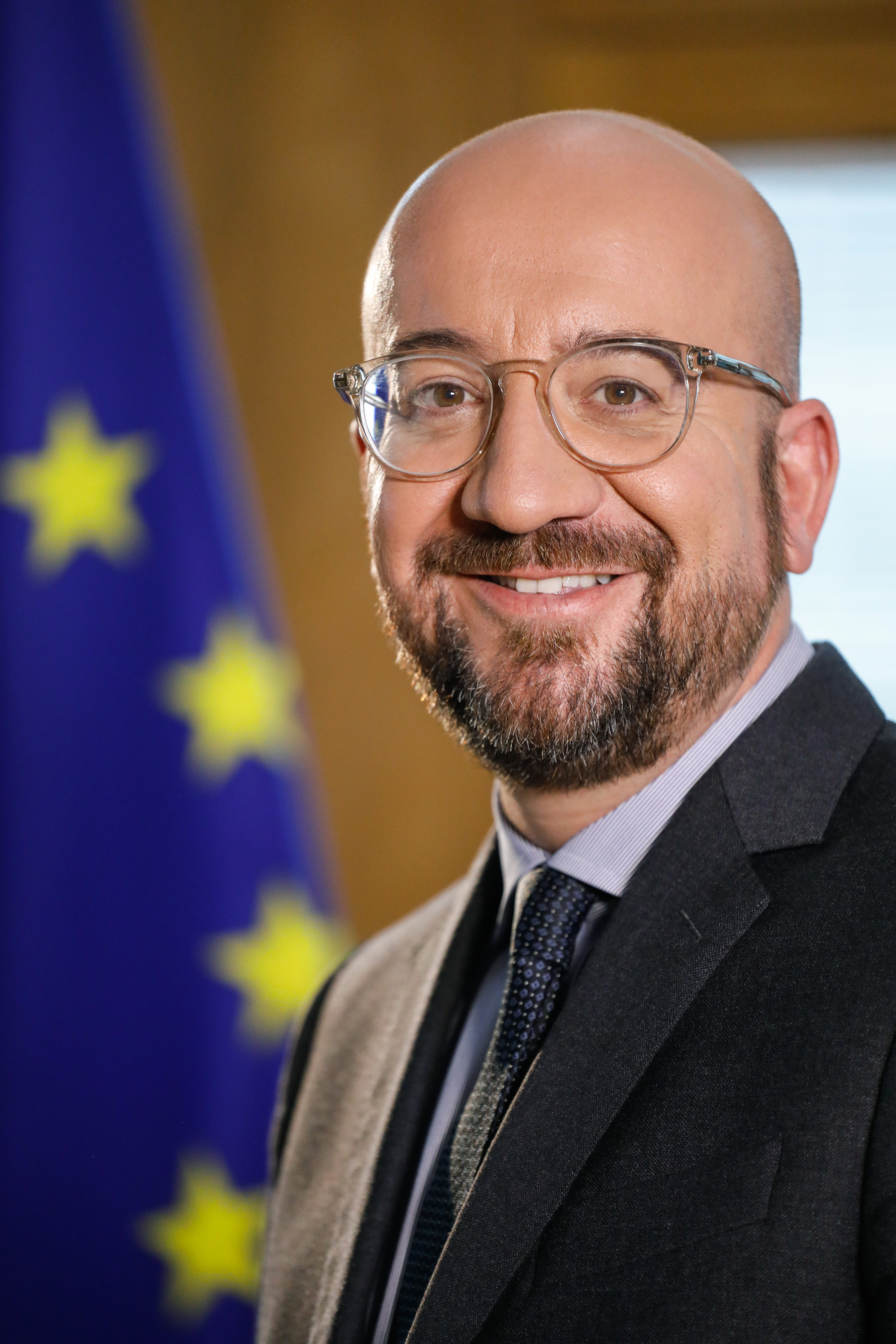
Union européenne Charles Michel, président du Conseil européen

### Invités

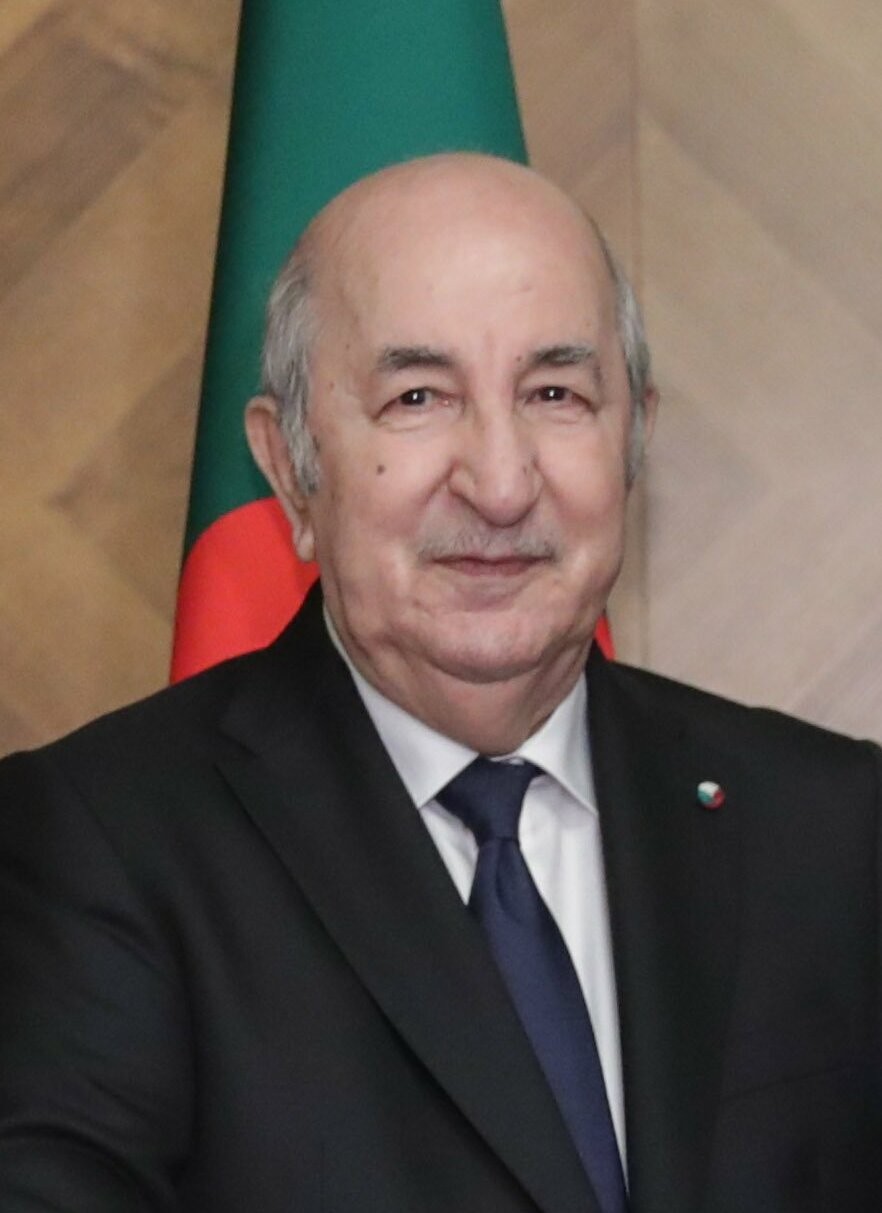
Algérie Abdelmadjid Tebboune, président de l'Algérie
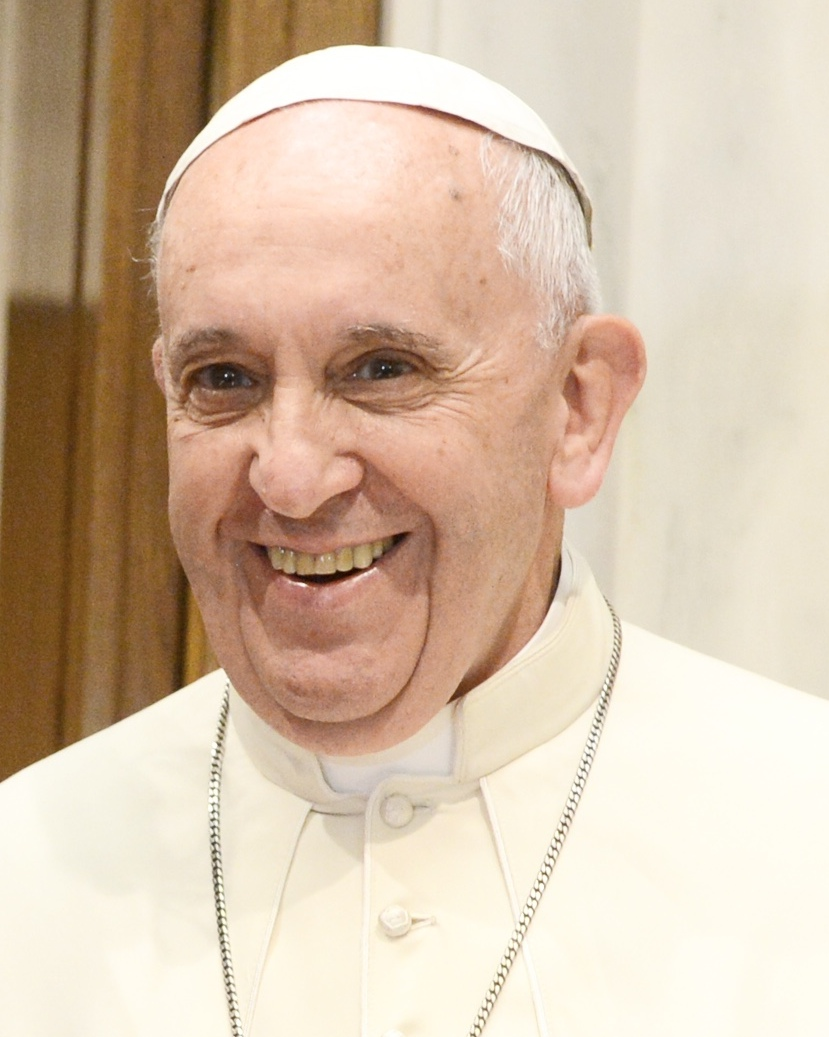
Vatican François, Pape de l'Église catholique
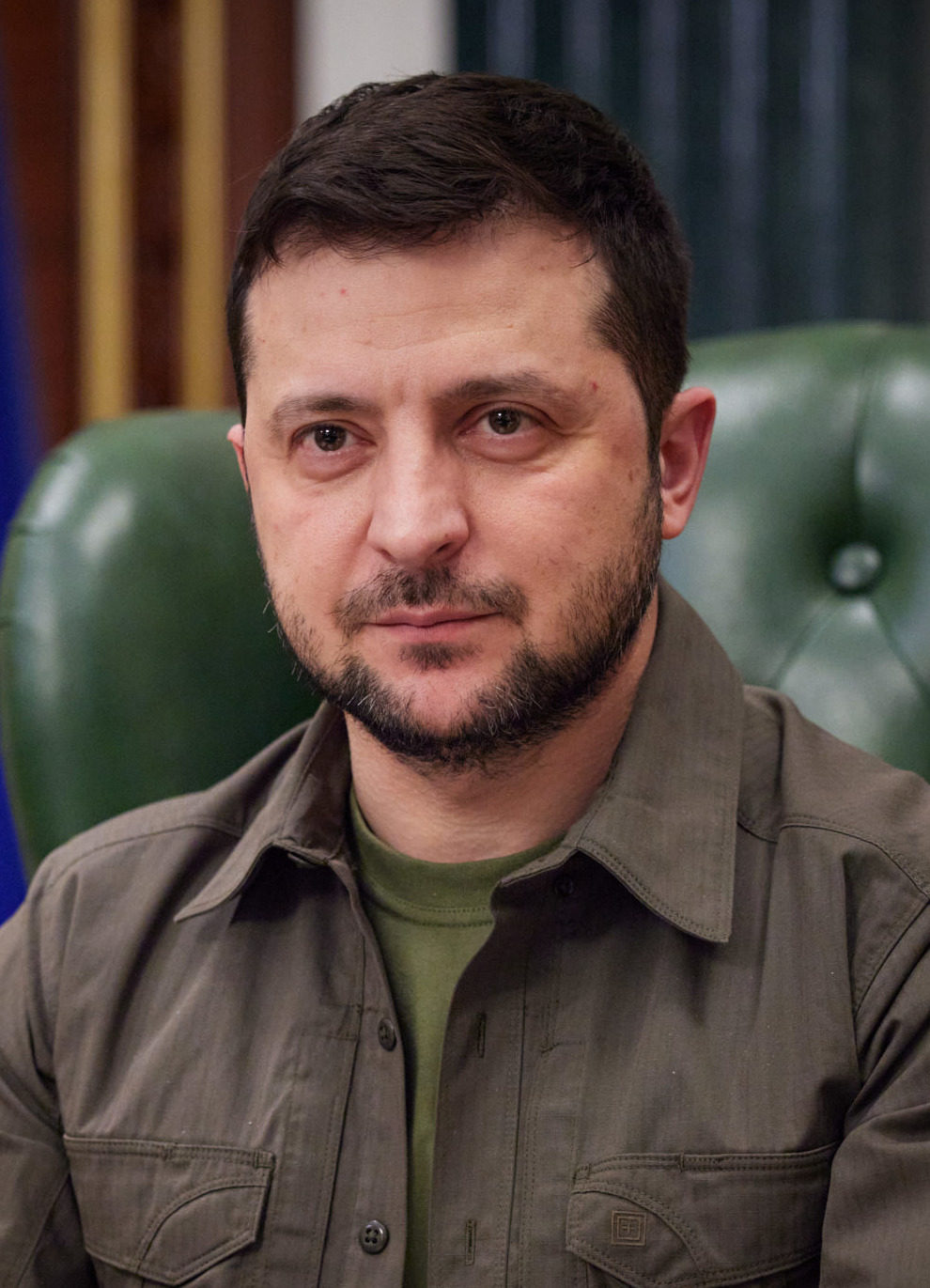
Ukraine Volodymyr Zelensky, président de l'Ukraine

## Déroulement
Le pape François participe pour la première fois au sommet auquel il se joint le 14 juin.